# KUC (Maler)
Kurt Ullrich (* 23. Jänner 1941 in Baden bei Wien; † 30. November 2010 ebenda), besser bekannt als KUC war ein österreichischer Maler.
Seine bevorzugten Techniken waren Öl auf Leinwand sowie Tuschzeichnungen mit Marderhaar-Pinsel und Kugelschreiber auf Papier. Die Werke KUC's sind von den späten 1960er Jahren bis in die späten 1970er Jahre rein expressionistisch, jedoch in der späteren Schaffensperiode zunehmend von naturalistischem Charakter. In dieser späteren Periode konzentrierte sich KUC hauptsächlich auf Gebäude und Landschaften in Baden und Umgebung. Im Mai 2010 wurde KUC für sein Lebenswerk mit der Kaiser-Friedrich-Medaille in Bronze der Stadt Baden ausgezeichnet. KUC verstarb im Badener Seniorenheim "Gambrinus" und wurde auf dem Badener Stadtpfarrfriedhof zur letzten Ruhe bestattet. 